# Bidaspa suzukii
Bidaspa suzukii är en fjärilsart som beskrevs av Matsumura 1929. Bidaspa suzukii ingår i släktet Bidaspa och familjen juvelvingar. Inga underarter finns listade i Catalogue of Life.